# Stazione di Sacile
La stazione di Sacile è una stazione ferroviaria nodale di superficie ed è una tra le più importanti stazioni ferroviarie del Friuli-Venezia Giulia. La stazione si trova sulla linea ferroviaria Udine - Venezia ed è di tipo passante per le destinazioni di Udine e Venezia. Inoltre, la stazione è capolinea della linea ferroviaria secondaria Sacile - Pinzano.

## Storia
La stazione venne inaugurata nel 1855 quando la stazione di Treviso venne collegata con la stazione di Pordenone e qualche mese dopo con la stazione di Casarsa. Nel 1930, con l'attivazione della linea per Pinzano, divenne stazione di diramazione.

## Strutture e impianti
La stazione è dotata, al suo interno, del servizio di biglietteria, biglietteria automatica, sala d'aspetto, bar, edicola.
La stazione è dotata di cinque binari, di cui tre accessibili (binari 1, 3, 4), uno (il binario 2) riservato ai treni merci in transito e il quinto riservato a precedenze dei treni merci diretti verso Venezia.
Il binario 1 è utilizzato per i treni regionali in partenza per Maniago e per i regionali veloci per Venezia aventi capolinea Sacile; il binario 3 è utilizzato solitamente per i treni diretti a Udine, il quarto per quelli diretti a Venezia.

## Movimento
Vi fermano tutti i treni regionali e regionali veloci che circolano sulla linea Venezia - Udine (sulla relazione Venezia Santa Lucia - Udine, con diverse corse che raggiungono Trieste) e vi fanno capolinea quelli da Maniago della Sacile - Pinzano.
Con la sostituzione dei treni Frecciabianca da parte dei Frecciarossa tra Udine e Milano, Sacile non è più servita da treni ad alta velocità. Rimane una coppia di Intercity notte in servizio tra Trieste Centrale e Roma Termini.

## Servizi
La stazione dispone dei seguenti servizi:
- Biglietteria
- Bar
- Edicola
- Servizi igienici